# Antônio Dias de Oliveira
Antônio Dias de Oliveira foi um bandeirante natural de Taubaté que se notabilizou por explorar o interior de Minas Gerais, no Brasil, sobretudo o vale dos rios Doce e Rio Piracicaba, em busca de riquezas minerais.
Bartolomeu Bueno de Siqueira continuou as explorações do cunhado Antônio Rodrigues Arzão nos sertões de Caeté com seu outro cunhado Manuel Ortiz de Camargo (que demandava a serra de Itaverava) e o genro deste, Miguel Garcia de Almeida e Cunha que desce o Gualacho do Norte e descobriu o ouro da serra do Itatiaia, extraindo quantidades.  Onde surgiriam os arraiais que serão Mariana, Ouro Preto, Caeté, São José, Pitangui, etc. O que deve ter sucedido antes de 1695.
Comenta um autor: «Com esta notícia (das descobertas) chegou ao povoado tanta gente que apenas se repartiram três braças de terra a cada um dos mineiros, por cuja causa lançou nova Bandeira um certo Antônio Dias, e correndo a mesma serra que com a continuação e disposição que lhe deram é agora uma continuada rua e forma a Vila Rica do Ouro Preto». Deve ter sido isso em 1696, e Antônio Dias evidentemente ocupou o lado do nascente, local que ganhou seu nome.»
Teria partido de Taubaté à procura do Tripuí^. Antonil diz que alguns paulistas tinham ido ao Tripuí, nome de estreito vale a montante de Ouro Preto e que primitivamente era nome que se estendia ao próprio Ouro Preto, e no rio um mulato teria achado grãos de metal que posteriormente vendeu em Taubaté a Miguel de Souza - e  este, verificando ser ouro, seguira em busca dele, passando pelo Itaverava, onde reconheceu a existência de penhascoso vale, seguido por rio - o Ribeirão do Funil de hoje, ao lado do que se erguia o majestoso pico do Itacolomi -  difícil de ser reconhecido, por pico que muda completamente de aspecto conforme o lado de onde é visto.
Antônio Dias, da Serra da Borda, avistou o Itatiaia, seguiu até o Rodeio, ganhando a serra de Pires (hoje Campo Grande), atravessou o Ribeiro da Cachoeira e subiu. Os primeiros descobridores, tendo entrado pela Itaverava; em busca do rio das Velhas, esperavam encontrá-lo na virada da Itatiaia, mas não logravam o intento porque a serra se ramifica, deixa correr mais de um afluente para o rio Doce,  antes de separarem os dois vales. Só descendo, depois de muitas marchas, sobre o serro do Tripuí, se avista a cordilheira de sul a norte que indicava positivamente o divórcio das águas, e logo a próxima vertente do rio desejado. Saltando, pois o Tripuí, subiram pela serra em ordem a transpô-la na depressão do Campo Grande, e deste, achando as novas águas, prosseguiram sobre os espigões de Catarina Mendes; mas com surpresa reconheceram o novo círculo vicioso, que os guiou à região dos campos. Avistaram então as serras da Borda, e todo o pais que haviam atravessado na vinda para Itaverava, e observando as águas, viram que seguiam para o sul, como que entrando para as Congonhas; e o rio das Velhas corria para o Norte. Desconhecendo o rio, resolveram retornar ao povoado com medo das águas, cortando em linha reta ao encontro da encruzilhada de Fernão Dias, chegando a Taubaté com os granitos cor de aço achados no Tripuí. Não haviam avistado o Itacolumi na entrada, mas na saída do vale do Tripuí: Antônio Dias de Oliveira entrou por onde os antigos saíram, da serra da Borda avistou a Itatiaia, veio em direitura ao Rodeio («bordejo», ou lugar da serra frente a São Julião) e transpondo aí a serra do Pires, alcançou o ribeirão hoje da Cachoeira, donde subiu para Campo Grande na quinta feira dia 23 de junho de 1698.
Cita outra data um outro historiador: «Na sexta feira dia 24 de junho, dia de São João Batista avistaram o Itacolomi e o vale do Tripuí, panorama esplêndido e estupendo, no sitio que serviu para a construção de uma capela a São João e que mais tarde, descendo pelas encostas ao fundo do vale, seria o futuro° arraial do Ouro Preto e Vila Rica. Volta  a Taubaté e  chama amigos e parentes em 1699. Dos córregos e morros do Ouro Preto, chamados ainda hoje o Passadez, Bom Sucesso, Ouro Fino, Ouro Bueno, foram descobridores Antônio Dias, de Taubaté, o Padre João de Faria Fialho e Tomás Lopes de Camargo, primo do descobridor da Itaverava Bartolomeu Bueno de Siqueira."
Havia assim encontrado na outra vertente, os ricos depósitos auríferos que o celebrizaram. Fazia-se enorme distinção, no, começo entre o arraial do Ouro Preto, nas vertentes que correm para o vale, onde se encontra a atual matriz do Pilar, e o arraial de Antônio Dias, na vertente das serras do Ouro Preto e do Itacolomi. O primitivo arraial  seria o do » Ouro Preto, nos brejais e barrancas que margeavam o Ribeirão do Tripui, derrubando-se matas que cobriam o local da antiga matriz e as encostas que subiam até a hoje rua das Escadinhas e Ladeira do Pilar.» O segundo arraial foi o Caquende, à margem do caminho da cachoeira, beirando o corrego do Ramos e as encostas do Rosario.»
De 1700 a 1701 abandonou as lavras ali, indo morar em Piracicaba onde em 1706 erigiu arraial conhecido como Antônio Dias Abaixo, às margens do rio Piracicaba. Mais tarde este arraial se tornaria o atual município de Antônio Dias, então com um território de grandes proporções do qual seria originado posteriormente os municípios de Coronel Fabriciano, Timóteo e Ipatinga (o chamado Vale do Aço). Há quem afirme que ele também teria fundado o arraial de São Miguel do Piracicaba, mas por ali passou também o capitão-mor João dos Reis Cabral.
A origem de Vila Rica está o arraial do Padre Farias, fundado por este Antônio Dias de Oliveira, pelo Padre João de Faria Fialho e por dois irmãos da família dos Camargo, por volta de 1698.  Tiveram também grande papel Francisco da Silva Bueno e José de Camargo Pimentel na fundação de Piracicaba. Antônio Dias foi o nome que recebeu o arraial onde vivia em Vila Rica, antes que se chamasse mesmo Vila Rica ou Ouro Preto. Em 1707 era paróquia do padre Marcelo Pinto Ribeiro, feita colativa em 16 de fevereiro de 1724.
Não deve ser confundido com o também bandeirante Antônio Dias Adorno, cujas origens estão na Bahia.